# Tipula dejecta
Tipula dejecta är en tvåvingeart som beskrevs av Walker 1856. Tipula dejecta ingår i släktet Tipula och familjen storharkrankar. Inga underarter finns listade i Catalogue of Life.